# Modelia granosa
Modelia granosa là một loài ốc biển cỡ vừa đến lớn, là động vật thân mềm chân bụng sống ở biển trong họ Turbinidae, họ ốc xà cừ. Chúng thường xuất hiện ở vùng biển New Zealand.